# Pilea proctorii
Pilea proctorii är en nässelväxtart som beskrevs av Charles Dennis Adams. Pilea proctorii ingår i släktet pileor, och familjen nässelväxter. Inga underarter finns listade i Catalogue of Life.